# Округ Вајлхајм-Шонгау
Округ Вајлхајм-Шонгау је округ на југу немачке државе Баварска. Припада области Горња Баварска. 
Површина округа је 966,41 км². Крајем 2008. имао је 130 926 становника. Има 34 насеља, од којих је седиште управе у месту Вајлхајм у Горњој Баварској.
Овај округ је формиран 1972. спајањем области Вајлхајм, Шонгау и дела области Марктобердорф. Округ Вајлхајм-Шонгау се налази на северним падинама Алпа. Главне реке су Лех и Амер. На северној граници округа су Амерско и Штарнбершко језеро. 